# Ononis pubescens
La hierba garbancera o hierba melera (Ononis pubescens)  es una especie botánica perteneciente a la familia de las fabáceas.

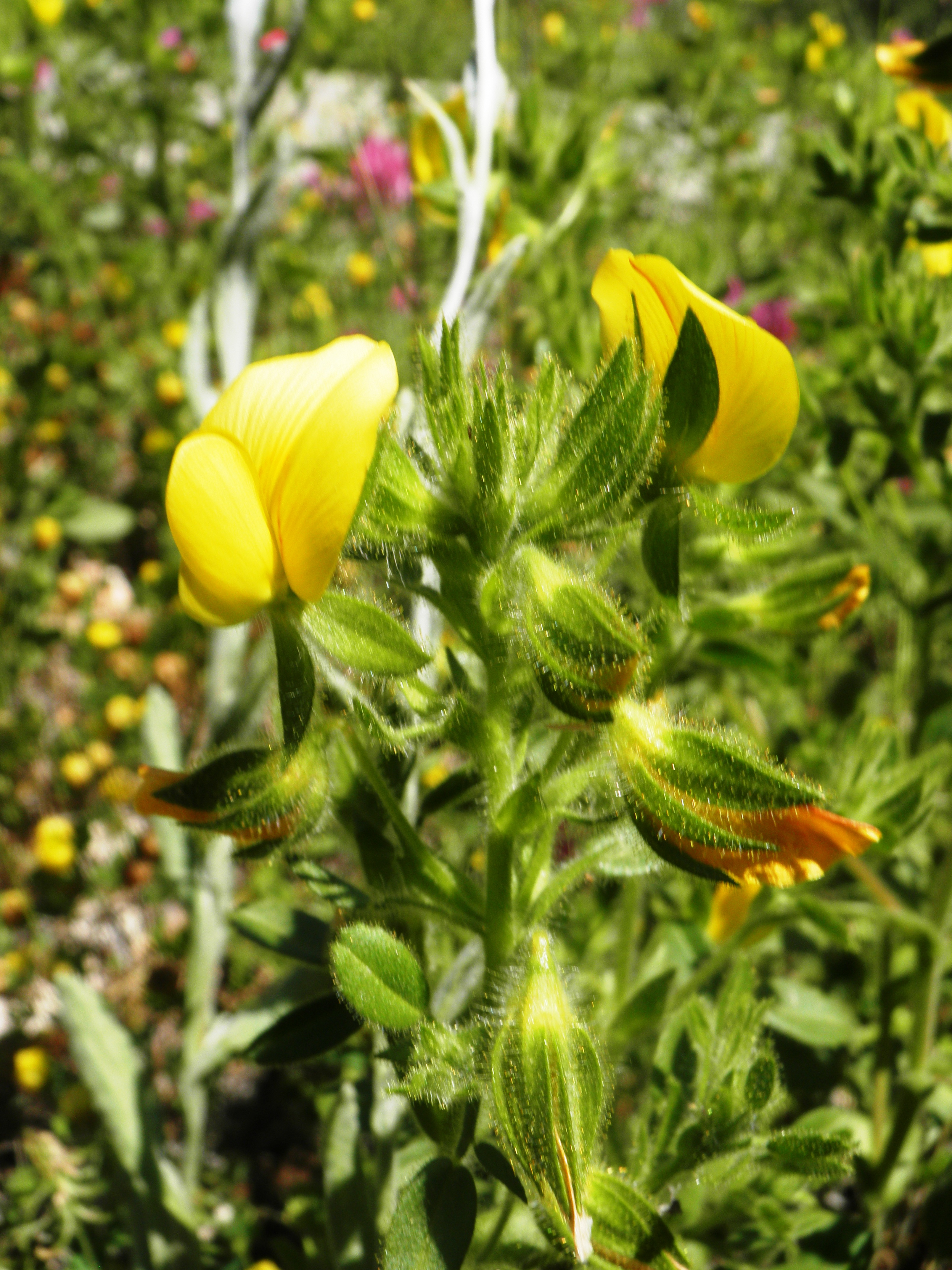
Vista de la planta

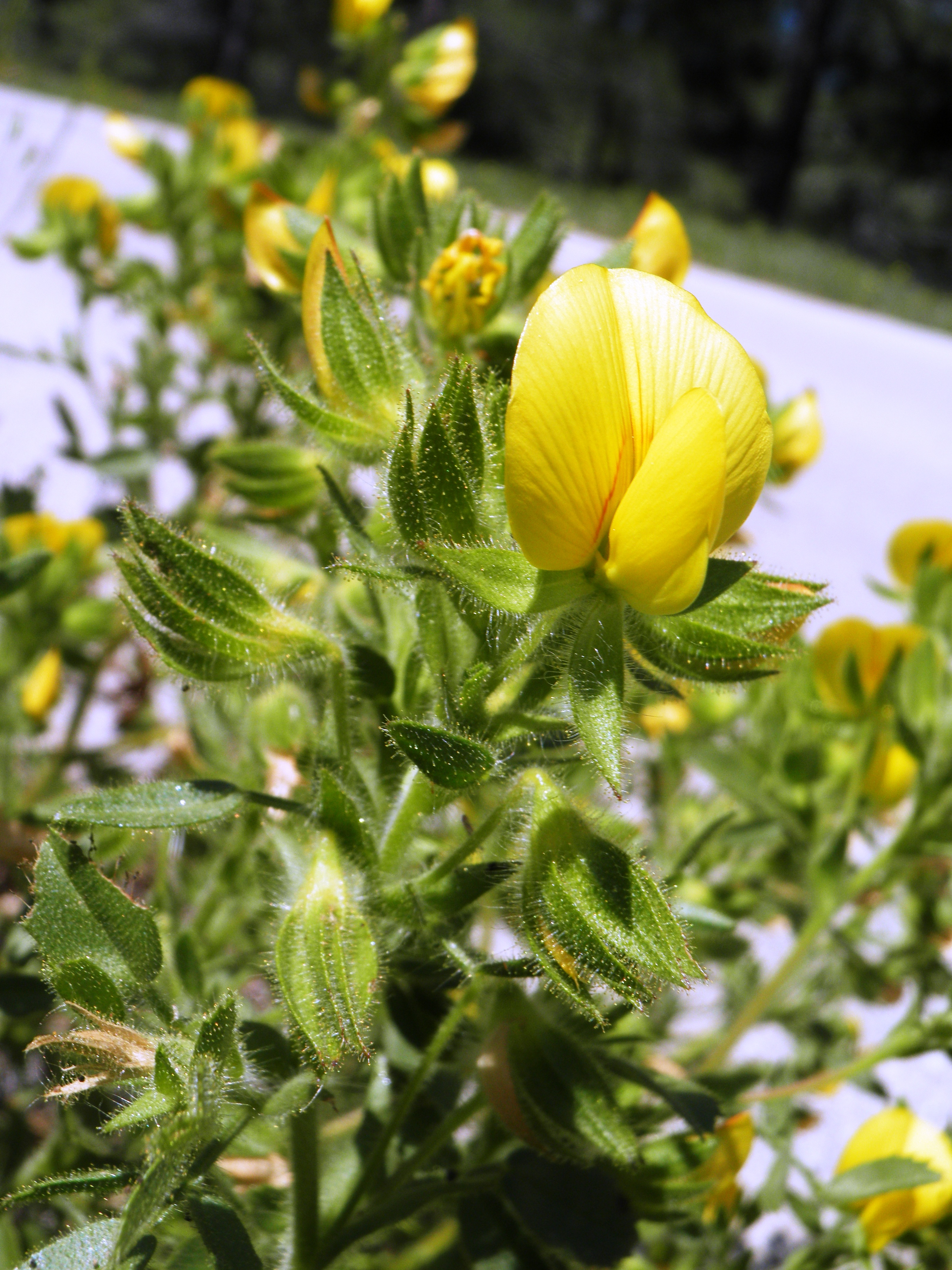
Flor

## Descripción
Hierba anual, ramificada, ascendente y cubierta densamente de pelos glandulares amarillentos y pegajosos. Las hojas son trifoliadas en la parte inferior, pero unifoliada en la parte alta. Las flores de color limón, miden unos 15 a 20 mm, y el fruto de 9 a 13 mm, casi no sobresale del cáliz. Florece en primavera.
Como Ononis ornithopodioides pero más peluda.

## Distribución y hábitat
En todo el Mediterráneo, pero ausente de la mayoría de las islas más pequeñas, así como de Córcega, Cerdeña y Sicilia. Crece en suelos arenosos, claros de pinares y matorrales.

## Taxonomía
Ononis pubescens fue descrita por Carlos Linneo y publicado en Mantissa Plantarum 2: 267–268. 1771.
Etimología
Ononis: nombre genérico que deriva del nombre griego clásico utilizado por Plinio el Viejo para Ononis repens, una de las varias plantas del Viejo Mundo que tiene tallos leñosos, flores axilares de color rosa o púrpura y hojas trifoliadas con foliolos dentados.
pubescens: epíteto latíno que significa "peludo"